# The Perfect Drug
«The Perfect Drug» es una canción de 1997 de la banda estadounidense de metal industrial Nine Inch Nails. Se compuso para la película de David Lynch Lost Highway y apareció originalmente en su banda sonora. Además, se lanzaron remezclas de la canción en un EP, "The Perfect Drug" Versions (también conocido como Halo 11).
Aunque "The Perfect Drug" Versions actúa como sencillo por el título, la versión original de Estados Unidos no aparece en el mismo. Una versión ligeramente más larga de "The Perfect Drug" aparece en los sencillo editados fuera de Estados Unidos "We're in This Together, Part 3 (Halo 15)" y "Into the Void", pero la edición en audio sólo aparece en la banda sonora de Lost Highway. El videoclip de la canción fue dirigido por Mark Romanek, y aparece en el vídeo compilatorio Closure y en The Work of Director Mark Romanek.

## Lista de canciones
Sencillo disponible en Estados Unidos, Australia, Japón o Europa.
1. «The Perfect Drug» (Remixed by Meat Beat Manifesto) – 7:24
2. «The Perfect Drug» (Remixed by Plug) – 6:53
3. «The Perfect Drug» (Remixed by Nine Inch Nails) – 8:19
4. «The Perfect Drug» (Remixed by Spacetime Continuum) – 5:42
5. «The Perfect Drug» (Remixed by The Orb) – 6:12
6. «The Perfect Drug» (Original Versión) – 5:16 Fuera USA

## Posicionamiento en listas
| Listas (1997)                           | Mejor posición |
| --------------------------------------- | -------------- |
| Australia (ARIA)                        | 48             |
| Dinamarca (Tracklisten)                 | 13             |
| Canadá (Canadian Singles Chart)         | 2              |
| Estados Unidos (Billboard Hot 100)      | 46             |
| Estados Unidos (Modern Rock Tracks)     | 11             |
| Estados Unidos (Mainstream Rock Tracks) | 21             |
| Finlandia (OFC)                         | 7              |
| Nueva Zelanda (Recorded Music NZ)       | 32             |
| Reino Unido (UK Singles Chart)          | 43             |
| Suecia (Sverigetopplistan)              | 48             |